# Olympia-Skistadion
Das Olympia-Skistadion ist ein für die Olympischen Winterspiele 1936 errichtetes Stadion am Fuß der Großen Olympiaschanze in Garmisch-Partenkirchen. Im Jahr 1939 wurde das Stadion für die Olympischen Winterspiele 1940 umgebaut, die jedoch durch den Ausbruch des Zweiten Weltkriegs ausfielen. Heute ist das Stadion eine der beliebtesten Touristenattraktionen Garmisch-Partenkirchens.

## Lage
Das Olympia-Skistadion befindet sich am nordwestlichen Ende der Großen Olympiaschanze, am Fuß des Gudibergs, beziehungsweise am südöstlichen Ende von Garmisch-Partenkirchen. Der westliche Haupteingang ist an der Widenauerstraße, der östliche Haupteingang am Karl-und-Martin-Neuner-Platz. Der Marienplatz befindet sich 2,5 Kilometer (Luftlinie) entfernt und zum Bahnhof beträgt die Entfernung knapp zwei Kilometer. Das Stadion kann mit Linienbussen der Gemeindewerke Garmisch-Partenkirchen erreicht werden.
Am südöstlichen Ende des Stadions befindet sich die Talstation der Eckbauerbahn. Auf der gegenüberliegenden Seite führt die Widenauerstraße am Stadion entlang. Auf der anderen Straßenseite fließt der Fluss Partnach. Die Widenauerstraße führt von der Mittenwalderstraße, einer Hauptstraße Garmisch-Partenkirchens, über das Skistadion bis zur Partnachklamm.

## Geschichte
Nachdem Garmisch den Zuschlag für die IV. Olympischen Winterspiele, die 1936 stattfinden sollten, im Jahr 1933 erhielt, musste ein neues Stadion für die Eröffnungszeremonie errichtet werden. Dieses wurde am 14. März 1934 im Rahmen der Besprechung zur endgültige Fertigstellung der Großen Olympiaschanze und dem der Um- und Ausbau der alten Gudibergschanze durch Bürgermeister Scheck und Baron le Fort in Angriff genommen. Sie wurde noch im selben Jahr am Ende der Großen Olympiaschanze innerhalb kurzer Zeit errichtet und bestand aus Erd- und terrassenförmigen Holztribünen, die für 40.000 Gäste Platz boten. Bei Ausnutzung jeglicher möglichen Sichtmöglichkeiten konnten sogar 60.000 Menschen das Stadion betreten. Architekt war Arnulf Albinger. Da das Skistadion mehr Plätze bot als das zentraler gelegene Olympia-Eisstadion, wurde vom Organisationskomitee empfohlen, die Eröffnungs- und Schlusszeremonie, anders als bis dahin üblich, im Skistadion anstatt im Eisstadion auszutragen. Zudem empfahlen sie, das Skistadion als Start und Ziel des 18-Kilometer-Langlaufs, des 50-Kilometer-Dauerlaufs, und des 4 × 10-Kilometer-Staffellaufes zu nutzen.
Der damalige IOK-Präsident De Baillet-Latour bezeichnete das Stadion mit den Schanzen als „die schönste Wintersportanlage der Welt“.

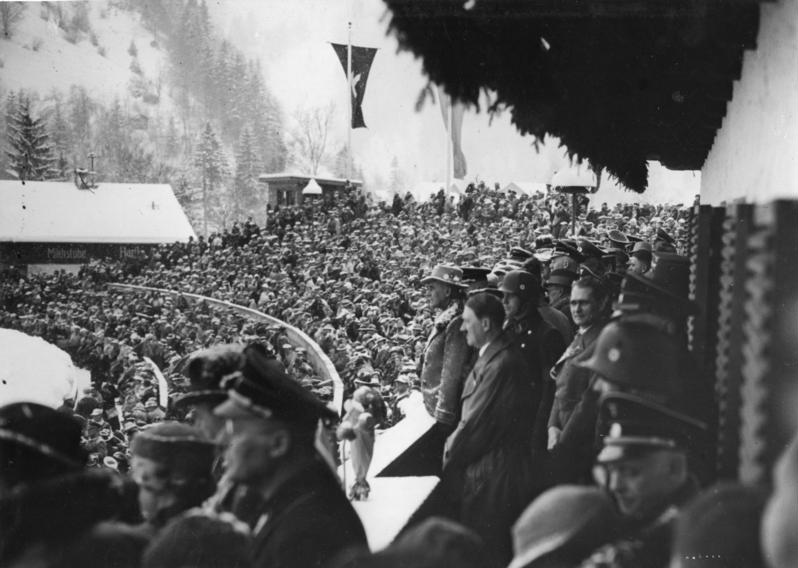
Eröffnung der Olympischen Spiele

Nachdem Garmisch mit Partenkirchen am 1. Januar 1935 für die Olympischen Spiele trotz Widerstand der beiden Marktgemeinderäte zwangsvereinigt wurden, fanden vom 6. bis 16. Februar 1936 die Olympischen Spiele statt. Das Stadion diente als Austragungsort der Eröffnungs- und Abschlussfeier mit anschließender Medaillenvergabe sowie der Wettkämpfe der nordischen Spiele. Generalsekretär der Stätte war Georg Wagner. Oberhalb der kleinen Schanze wurde zum ersten Mal in der Neuzeit das olympische Feuer entfacht. Im Stadion wurde unter anderem der Spezialsprunglauf auf der großen Olympiaschanze, die noch eine Holzkonstruktion war, ausgetragen. Am Gudiberg fanden des Weiteren Slaloms der Alpinen Kombination statt.
Der Zuschaueransturm wurde damals unterschätzt, sodass das Stadion für die Schlussfeier um 20.000 Plätze erweitert wurde. Weitere 50.000 Menschen sahen die Zeremonie zudem außerhalb der Absperrungen zu, sodass rund 130.000 Menschen die Ereignisse verfolgten. Genauso wie die Olympischen Sommerspiele 1936 nutzten die Nationalsozialisten die Spiele unter anderem durch das Stadion als Propaganda für perfekte Organisation, Logistik und Wettkampfgestaltung, um das Bild eines friedlichen Deutschland zu präsentieren.
Im Juni 1939 erhielt Garmisch-Partenkirchen nach kurzfristigen Absagen der Städte Sapporo und St. Moritz erneut den Zuschlag, die Winterspiele im Folgejahr austragen zu dürfen. Dazu wurde die Stadionanlage nach Plänen von Arthur Holzheimer mit Beton, Stein und zum Teil Holzverschlagung umgebaut und erhielt eine hufeisenförmige Form. Lediglich das Olympiahaus blieb erhalten, wurde jedoch vergrößert und zum Mittelpunkt der Anlage. Neu hinzu kamen außerdem Pressebereiche mit Schreibplätzen, ein Pressepostamt mit Rundfunkzellen und Technikräume unter den Tribünen. Durch den Beginn des Zweiten Weltkriegs wurden die V. Olympischen Winterspiele allerdings nach Bauende annulliert.
Nach dem Zweiten Weltkrieg entwickelte sich das Olympia-Skistadion gemeinsam mit der Großen Olympiaschanze zu einer der beliebtesten Touristenattraktionen Garmisch-Partenkirchens. Jährlich besuchen über eine halbe Million Menschen das Stadion. Für Touristen ist das Stadion frei zugänglich. Ein Themenweg, der vom Stadion über eine Aussichtsplattform über die Schanzen und die Eckbauerbahn um das Schanzengelände führt, wurde inzwischen errichtet. Dort wurden Informationstafeln installiert, die Touristen Hintergrundinformationen über die Anlage vermitteln sollen. Von etwa Mai bis September werden zudem zwei öffentliche Führungen in der Woche entlang dem Themenweg angeboten. Hierbei kann man zudem die Abfahrplattform der Großen Schanze besteigen.
Es gab bereits viele Konzepte, das Olympia-Skistadion neu zu nutzen. Ideen wie „Olympia-Erlebniswelt“, „Sportpark Gudiberg“ oder einem Euregio-Projekt „Olympia-Region Garmisch-Partenkirchen-Seefeld“ wurden im Rathaus Garmisch-Partenkirchens verworfen. 2013 beschloss die Gemeinde, dass im Zuge einer Bewerbung und dem Erhalten der Olympischen Winterspiele 2022 die Bausubstanz des Stadions erhalten, saniert und erweitert werden soll. Vor allem die Osttribüne soll durch einen Teilabriss oder einen Neubau erweitert und modernisiert werden. Die Fördermittel für den Ausbau hätten von Bund und Freistaat kommen sollen. Die Bewerbung blieb jedoch nach einem Bürgerentscheid aus.
Etwa 80.000 Sprünge enden heutzutage jährlich im Skistadion.

## Architektur

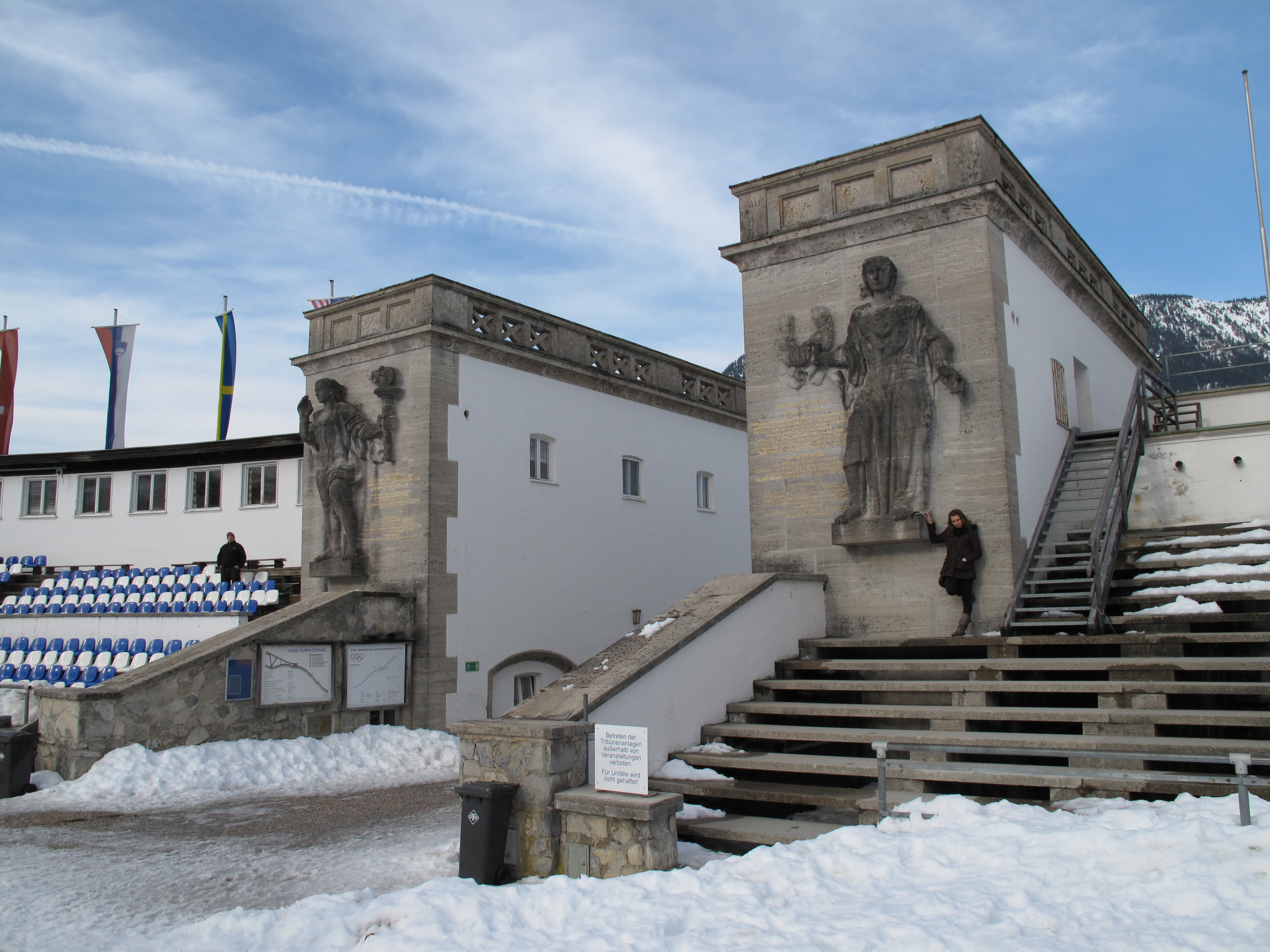
Ausgang des Skistadions

Das hufeisenförmige Olympia-Skistadion ist gen Südosten zu den vier Schanzen hin geöffnet. In der Mitte auf der Gegenüberseite befindet sich der Gasthof Olympiahaus. Die Tribünen sind zumeist Steinbänke, auf denen man sowohl sitzen als auch stehen kann. Nur östlich des Olympiahauses wurden zusätzlich Holzbänke installiert. Je nach Saison sind im Stadion zudem Sitzschalen installiert.
Vierzehn Eingänge ermöglichen den Eintritt in das Stadion: jeweils zwei seitliche Haupteingänge an den Parkplätzen, zwei an den Seiten der Gaststätten sowie zehn weitere verteilt über das Stadion. Die Seiteneingänge wurden durch je zwei Wandskulpturen verziert. Am Südostende des Stadions befindet sich eine Öffnung zu den Katakomben. Zwischen Tribünen und Rasen befindet sich ein Kiesweg.